# 백용성 역 조선글화엄경
백용성 역 『조선글화엄경』는 대한민국 전북특별자치도 장수군, 죽림정사에 있는 불경이다. 2014년 10월 29일 대한민국의 국가등록문화재 제629호로 지정되었다.

## 개요
우리나라 최초로 번역된 80권본 화엄경으로 불교경전의 대중화를 확립하는 데 크게 이바지하였으며, 당시 한글 자료로도 매우 중요하다.
후일 화엄학 연구의 초석이 되었다는 점에서 큰 가치를 찾을 수 있다.

## 참고 자료
- 백용성 역 조선글화엄경 - 국가유산청 국가유산포털